# Antoine Marmontel

Antoine-François Marmontel

Antoine François Marmontel (* 16. Juli 1816 in Clermont-Ferrand; † 15. Januar 1898 in Paris) war ein französischer Komponist und Musikpädagoge.

## Leben
Marmontel studierte am Pariser Konservatorium bei Pierre Zimmermann, Jean-François Lesueur und Fromental Halévy. Von 1848 bis 1887 unterrichtete er dort als Klavierlehrer. Zu seinen Schülern zählten unter anderem Georges Bizet, Vincent d’Indy, Francis Planté, Louis Diémer, Émile Paladilhe, Albert Lavignac, Claude Debussy und Marguerite Long. Marmontel war eng befreundet mit dem ebenfalls aus Clermont-Ferrand stammenden Komponisten George Onslow.
Neben Sonaten und Nocturnes komponierte er vor allem Etüden für den Klavierunterricht sowie fünfzig Salonetüden für den Konzertgebrauch.
Auch sein Sohn Antonin Marmontel wurde als Pianist, Komponist und Klavierlehrer bekannt.